# Исламска калиграфија
Исламска калиграфија је уметничка пракса рукописа и калиграфије, на језицима који користе арапски алфабет или арапско писмо изведена из њега. Укључује арапску, перзијску, отоманску и урду калиграфију. На арапском језику је познат као кхат арапски (арап. خط عربي), што се преводи на арапске линије, дизајн или конструкција.
Пошто исламски прописи забрањују сликање и вајање фигура, исламска уметност се заснивала на лепом писању текста – калиграфији, и сопственој орнаментици, тзв. арабеска. Тако се развила најбогатија и најразноврснија позната калиграфија, са много различитих врста слова и начина писања (у облику круга, у огледалу, у облик слике предмета, птице и сл.)
Текстови калиграфских отисака су скоро увек курански стихови, нешто ређе ајети и врло ретко неке друге изреке или текстови. Калиграфске радове налазимо у џамијама и другим сакралним објектима, у виду левхија (урамљених слика), извезених на платну, многи руком писани на пример мусхафи су такође калиграфска дела.
Карактеристично је у Босни и Херцеговини, за џамије грађене у доба Османлија, карактеристично је да на зидовима имају 6 калиграфских натписа: „Алах" и „Мухамед" на предњем зиду, и имена четворице праведни калифа на бочним зидовима: „Ебу Бекр", „Омар", „Осман" и „Алија", а на задњем зиду имена Мухамедових унука „Хасана" и „Хусеина".